# Резенди (футбольный клуб)
«Резе́нди» (порт.-браз. Resende Futebol Clube) — бразильский футбольный клуб представляющий одноимённый город штата Рио-де-Жанейро. В 2013 году клуб выступал в Серии D Бразилии.

## История
Клуб основан 6 июня 1909 года, домашние матчи проводит на арене «Трабалхадор», вмещающей 7 500 зрителей. В 2007 году клуб победил во втором дивизионе Лиги Кариока и на следующий сезон дебютировал в высшем дивизионе чемпионата штата, в которой выступает и по сей день. Лучшим результатом клуба в чемпионате штата Рио-де-Жанейро являются 5-е места в 2012 и 2013 годах. В 2013 году клуб дебютировал в Серии D чемпионата Бразилии и занял 12-е место.

## Достижения
- Чемпион второго дивизиона Лиги Кариока (1): 2007.